# Brez
Brez es una localidad del municipio de Camaleño (Cantabria, España). En el año 2023 contaba con una población de 30 habitantes (INE). La localidad está ubicada a 764 metros de altitud sobre el nivel del mar, situada en la vertiente sur del Macizo de Ándara, en los Picos de Europa, en la margen izquierda del río Deva. Dista 2 kilómetros de la capital municipal, Camaleño. La iglesia parroquial se encuentra bajo la advocación de San Cipriano; tiene restos de estilo románico popular como la puerta y la espadaña. En el casco urbano de esta localidad hay viejos corredores y pajares construidos con celosías de avellano llamadas «sietos».

## En la ficción
La novela de ciencia ficción "Resistencia humana" del periodista Julio Fuentes está ambientada en el pueblo de Brez.

## Enlaces externos

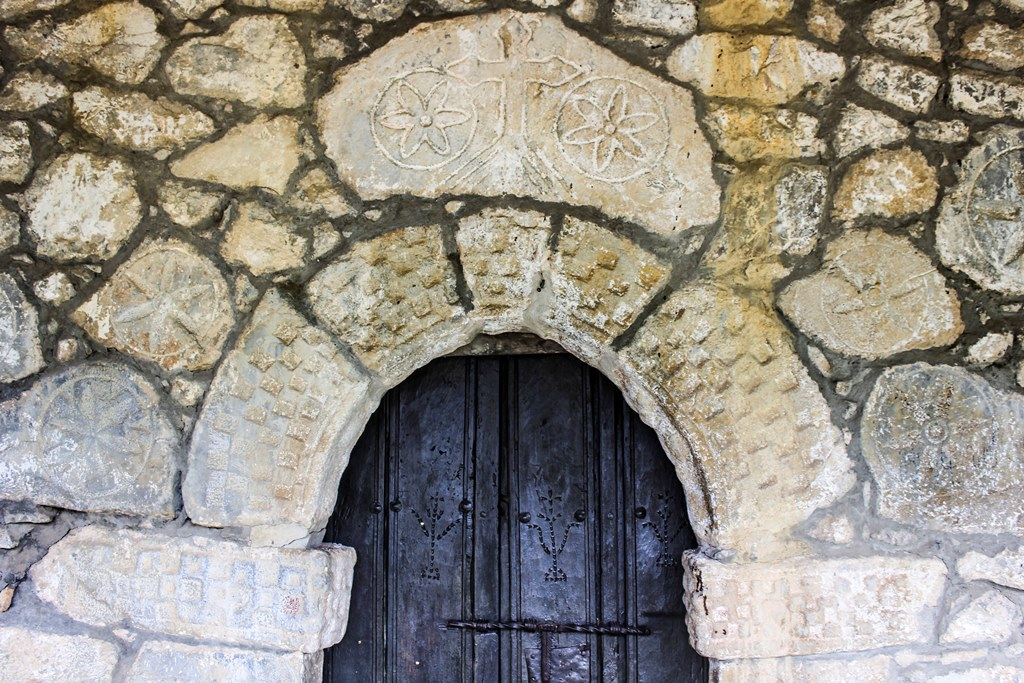
Puerta románica de la iglesia de Brez